# From Beyond
From Beyond (Re-sonator en España) es una película de terror de 1986 dirigida por Stuart Gordon y basada en la obra de H. P. Lovecraft. Protagonizada por Jeffrey Combs como Crawford Tillinghast, Barbara Crampton como la Doctora Katherine McMichaels y Ken Foree como Buford 'Bubba' Brownlee. La película fue una coproducción entre Estados Unidos e Italia.
La cinta recibió reseñas generalmente positivas. En el sitio Rotten Tomatoes tiene un rating de aprobación del 71% basado en 14 reseñas.

## Argumento
El Doctor Pretorius (Ted Sorel) y su colega Crawford Tillinghast (Jeffrey Combs), trabajan en un sensacional experimento, el Resonator, el cual estimula la glándula pineal y abre la puerta a un mundo paralelo donde habitan seres que no podemos ver a nuestro alrededor. El experimento se sale de control y el Doctor Pretorius es asesinado por uno de estos seres.
Tillinghast, acusado de asesinar a Pretorius y de estar loco al hablar sobre los experimentos, es encerrado en un hospital psiquiátrico, pero una psiquiatra, la Doctora Katherine McMichaels (Barbara Crampton) le cree y junto a Tillinghast y un policía llamado Buford 'Bubba' Brownleea (Ken Foree), se adentran en la casa de Pretorius para seguir con su experimento sin saber que este volverá a salirse de control.

## Reparto
| Actor                | Personaje                 |
| -------------------- | ------------------------- |
| Jeffrey Combs        | Crawford Tillinghast      |
| Barbara Crampton     | Dra. Katherine McMichaels |
| Ken Foree            | Buford 'Bubba' Brownleea  |
| Ted Sorel            | Dr. Edward Pretorius      |
| Carolyn Purdy-Gordon | Dra. Bloch                |